# منطقة ساجينغ
منطقة ساجينغ (بالإنجليزية: Sagaing Region)‏ هي منطقة في ميانمار، تتبع ميانمار، بلغ عدد سكانها 5٬325٬347 نسمة، في 2014، عاصمتها ساجينغ، تبلغ مساحتها 93٬702٫48 كيلومتر مربع.

## الموقع
تشترك في الحدود مع:
- أروناجل برديش
- إقليم ماندالاي.